# Ovid (Colorado)
Ovid és una població dels Estats Units a l'estat de Colorado. Segons el cens del 2000 tenia 330 habitants.

## Demografia
Segons el cens del 2000, Ovid tenia 330 habitants, 151 habitatges, i 101 famílies. La densitat de població era de 796,3 habitants per km².
Dels 151 habitatges en un 19,9% hi vivien nens de menys de 18 anys, en un 55,6% hi vivien parelles casades, en un 10,6% dones solteres, i en un 32,5% no eren unitats familiars. En el 32,5% dels habitatges hi vivien persones soles el 17,2% de les quals corresponia a persones de 65 anys o més que vivien soles. El nombre mitjà de persones vivint en cada habitatge era de 2,19 i el nombre mitjà de persones que vivien en cada família era de 2,73.
Per edats la població es repartia de la següent manera: un 19,7% tenia menys de 18 anys, un 5,2% entre 18 i 24, un 23,3% entre 25 i 44, un 27% de 45 a 60 i un 24,8% 65 anys o més.
L'edat mediana era de 46 anys. Per cada 100 dones de 18 o més anys hi havia 93,4 homes.
La renda mediana per habitatge era de 24.205 $ i la renda mediana per família de 30.000 $. Els homes tenien una renda mediana de 25.417 $ mentre que les dones 16.042 $. La renda per capita de la població era de 13.240 $. Entorn del 8,9% de les famílies i el 10,2% de la població estaven per davall del llindar de pobresa.

## Poblacions més properes
El següent diagrama mostra les poblacions més properes.